# Camuñas
Camuñas è un comune spagnolo di 1 824 abitanti situato nella comunità autonoma di Castiglia-La Mancia.